# Boissy-Lamberville
Boissy-Lamberville – miejscowość i gmina we Francji, w regionie Normandia, w departamencie Eure.
Według danych na rok 1990 gminę zamieszkiwało 281 osób, a gęstość zaludnienia wynosiła 35 osób/km² (wśród 1421 gmin Górnej Normandii Boissy-Lamberville plasuje się na 630. miejscu pod względem liczby ludności, natomiast pod względem powierzchni na miejscu 464.).